# Mutiara (Sawang)
Mutiara is een bestuurslaag in het regentschap Aceh Selatan van de provincie Atjeh, Indonesië. Mutiara telt 1048 inwoners (volkstelling 2010).